# 广东省交通运输厅
广东省交通运输厅是中华人民共和国广东省人民政府主管交通运输工作的组成部门。

## 机构设置

### 内设机构
- 驻厅纪检监察组
- 办公室
- 政策法规处
- 综合规划处
- 综合运输处
- 基建管理处
- 地方铁路处
- 公路运营管理处
- 安全监督处（应急办公室）
- 财务审计处
- 科技处
- 人事处
- 交通综合执法监督处
- 交通战备处
- 公路路政处
- 航道管理处
- 工程质量管理处
- 水运管理处
- 港口管理处
- 铁路运营监督管理处
- 离退休人员服务处
- 机关党委

### 直属机构
- 广东省公路事务中心
- 广东省航道事务中心
- 广东省道路运输事务中心
- 广东省交通工会委员会
- 广东省琼州海峡轮渡运输管理办公室
- 广东省交通运输工程造价事务中心
- 广东省交通运输档案信息管理中心
- 广东省交通运输规划研究中心
- 广东省交通运输建设工程质量检测中心

### 代管单位
- 港珠澳大桥管理局
- 三地委联合工作委员会